# Mongochto
Mongochto (ros. Монгохто) – osiedle w Rosji, w Kraju Chabarowskim, w rejonie wanińskim. W 2010 liczyło 4120 mieszkańców.